# Pomněnka lesní
Pomněnka lesní (Myosotis sylvatica) je dvou- či víceletá rostlina rozšířená do velké části Evropy a Asie, kde roste převážně v oblastech niv a lesů.

## Název
Slovensky „nezábudka lesná“, německy „das Vergissmeinnicht“ a anglicky „forget-me-not“ (poslední dvě označení jsou v přímém překladu „Nezapomeň-na-mne“).
Slovenská říkanka: Nezábudka, kde rastieš? Pod kríčkami v tôni. A včielky ťa nájdu tiež? Nájdu, vďaka vôni...

## Popis
Pomněnka lesní má vícehlavý oddenek s přímými nebo krátce vystoupavými lodyhami, které jsou hustě chlupaté a 10–40 cm dlouhé. Přízemní listy jsou obvejčité s řapíkem 1–5 cm dlouhým. Lodyžní listy jsou většinou zašpičatělé a přisedlé. Drobné, blankytně modré kvítky skládají vrcholové dvojvijany, jen málokdy vijany postranní. Květní stopky nejsou v době květu tak dlouhé jako kalich, ale později se značně prodlužují. Květy se skládají ze zvonkovitého, chlupatého, ze tří čtvrtin děleného kalichu. Koruna je výrazně blankytně modrá, nejprve však růžová, řidčeji bílá. Změna barvy z růžové v modrou, kterou lze pozorovat během vývoje květu, souvisí se změnou stupně kyselosti v buňkách květních plátků. Měří v průměru 5–8 mm, v ústí je žlutá s pěti hrbolky. Tyčinek nese pět. Semeník je složen ze dvou plodolistů, jež se dělí za květu rýhami ve čtyři poloviny. Ty se přemění v jednosemenné, nažkovité plody, tzv. tvrdky. Jsou lesklé, černohnědé a zašpičatělé. Pomněnka lesní kvete od května do září.

## Výskyt
Vyskytuje se hojně ve stinných lesích a nivách, v nížinách i horách. Daří se jí v teplých doubravách, květnatých dubohabřinách a bučinách. Roste na sušších i vlhčích půdách bohatých na živiny. Původem je z jihovýchodní Francie a jihovýchodní Anglie, odkud byla rozšířena na sever po Dánsko a Polsko, dále zasahuje na jih do severní Itálie a do střední části Balkánského poloostrova. V Alpách roste místy ještě ve výši 3000 m n. m. a na Kavkaze dokonce ve výšce 4000 m n. m. Je rozšířena téměř po celé Evropě. Hojně roste i v Asii, na jihu zasahuje přes Kanárské ostrovy až do Etiopie.

## Výskyt v Česku
Hojná na celém území. Nejvíce se však vyskytuje v lesnatých oblastech středních Čech (zejména Český kras, České středohoří, kaňon Vltavy) a ve střední a jižní Moravě (Pavlovské vrchy, okolí Brna).

## Význam
Pomněnka lesní je druh značně proměnlivý, který botanikové rozdělují v řadu poddruhů. Vyšlechtěné, velkokvěté odrůdy pomněnky lesní se pěstují na zahrádkách, záhonech i v truhlících jako okrasné trvalky. Jejich květy mohou být modré, fialové, růžové či bílé. Často se prodávají pod nesprávným označením Myosotis alpestris.